# Triplophyllum perpilosum
Triplophyllum perpilosum är en ormbunkeart som först beskrevs av Holtt., och fick sitt nu gällande namn av Jefferson Prado och R. C. Moran. Triplophyllum perpilosum ingår i släktet Triplophyllum och familjen Tectariaceae. Inga underarter finns listade.